# Olivbrauner Herings-Täubling
Der Olivbraune Herings-Täubling (Russula cicatricata, Syn. R. barlae) ist eine Pilzart aus der Familie der Täublingsverwandten (Russulaceae). Es ist ein mittelgroßer bis großer, mild schmeckender Täubling mit oliv-ockerbraun bis gelborange gefärbtem Hut und hellockerfarbenem Sporenpulver. Sein typischer Heringsgeruch stellt sich häufig erst im Alter ein. Man findet den Täubling oft unter Eichen, aber auch unter anderen Laubbäumen.

## Merkmale

### Makroskopische Merkmale
Der Hut ist in der Mitte gelbgrünlich oder orangebräunlich gefärbt, kann aber auch kräftiger grün oder fast einheitlich ockergelb erscheinen oder auch semmelocker mit zitronenfarbenen Anteilen getönt sein. Der Rand ist rosa, schmutzig olivocker, beigeoliv oder bräunlich gefärbt. Er erreicht einen Durchmesser zwischen fünf und acht Zentimetern. Die Lamellen sind zunächst blass creme, später hell cremeocker gefärbt.
Der Stiel ist weiß und erreicht eine Länge von 4 bis 6,5 Zentimetern und eine Dicke von 1 bis 2, manchmal auch 2,5 Zentimetern. Er ist zylindrisch geformt und an der Basis etwas zugespitzt.
Das Sporenpulver ist satt creme bis hellocker gefärbt.

### Mikroskopische Merkmale
Die Sporen messen 7,2–10,2 × 6,2–8,4 Mikrometer. Ihre Oberfläche ist mit einzelnen Stacheln bedeckt, die nur kurz miteinander verbunden sind. Die Stacheln erreichen eine Länge von 0,8 bis 1,2 Mikrometern. Zystiden sind am Hut oft zahlreich zu finden. Sie sind zylindrisch bis gestreckt keulig geformt und werden zwischen 5 und 10 Mikrometer lang. Außerdem sind sie ein- bis dreifach unterteilt (septiert). An der Huthaut finden sich zahlreiche 12 bis 15 Mikrometer breite Hyphenenden, die kugelig bis ampullen- oder birnenförmig ausgebildet sein können und generell vielgestaltig sind.

## Artabgrenzung
Der Olivbraune Herings-Täubling kann mit dem Buchen-Herings-Täubling (R. faginea) verwechselt werden. Dieser besitzt jedoch ein kräftiger gefärbtes Sporenpulver und kann weinrötliche Hutfarben aufweisen, die beim Olivbraunen nie zu finden sind. Zudem erreicht R. faginea oft größere Hutdurchmesser. Der Samt-Täubling (R. amoena) besitzt einen deutlich rot bis rotviolett gefärbten Hut; meist ist der Stiel ähnlich getönt. Der Rote Herings-Täubling (R. xerampelina) weist deutliche weinrote Hutfarben und wächst unter Nadelbäumen. Von anderen Herings-Täublingen (Untersektion Xerampelinae) lässt sich der Olivbraune am sichersten durch die verdickten Hyphenenden der Huthaut abgrenzen.

## Ökologie
Der Olivbraune Herings-Täubling bevorzugt lichte Laubmischwälder und Parkanlagen. Dort ist er auf frischen, mäßig sauren Böden aus nicht zu basenarmen, jedoch recht kalkfreien Silikaten zu finden, wo der Pilz an grasigen Stellen unter Birken, Eichen, Rotbuchen und Espen wächst.

## Verbreitung

Europäische Länder mit Fundnachweisen des Olivbraunen Herings-Täublings.
Legende:
Länder mit Fundmeldungen
Länder ohne Nachweise
keine Daten
außereuropäische Länder

Der Olivbraune Herings-Täubling findet meridional bis temperat Verbreitung. So ist er in Nordamerika (USA), Nordafrika (Marokko und Algerien) und Europa zu finden, wo er im subatlantischen Bereich vorkommt. In Europa reicht die Verbreitung von Frankreich und den Niederlanden im Westen über die Schweiz und Deutschland bis nordwärts in das südliche Fennoskandinavien.
In Deutschland ist der Pilz vor allem im Süden etwas häufiger zu finden; nördlich des 51. Breitengrades ist er nur vereinzelt anzutreffen. Schwache regionale Verdichtungen lassen sich im Saarland, im mittleren Neckargebiet sowie in Ober- und Niederbayern ausmachen.

## Systematik

### Infragenerische Systematik
Der Olivbraune Herings-Täubling wird von Bon in die Untersektion Xerampelinae gestellt, die ihrerseits innerhalb der Sektion Viridantes steht. Die Untersektion enthält mittelgroße bis robuste Täublinge, die mit verschiedenen Laubbäumen eine Symbiose eingehen. Ihr leicht gilbendes oder bräunendes Fleisch hat einen milden Geschmack und riecht nach Hering oder Krabben. Mit Eisensulfat verfärbt es sich grün.

## Bedeutung
Der Olivbraune Herings-Täubling ist essbar.